# Supersub
Supersub was een Nederlandse band uit Amsterdam. Ze brachten in 1997 hun debuutalbum Window Shopping uit. Hun muziek wordt voornamelijk onder de britpop geschaard. Zanger Felix Maginn speelt nu in Moke, gitarist J.B. Meijers is tegenwoordig producer en bandlid van onder andere Acda en De Munnik en De Dijk.

## Ontstaan
Supersub wordt opgericht in 1996. Felix Maginn (van oorsprong Noord-Ier maar sinds 1992 woonachtig in Nederland) en Marc Driessen spelen dan al samen in een andere band, Orange Crush. De Zeeuw J.B. Meijers, bekend van Shine, zoekt muzikanten om samen een nummer op te nemen voor een Oostenrijkse commercial. Het nummer is nooit in Nederland uitgebracht. Blijkbaar klikt het tussen de drie heren en er wordt besloten om samen door te gaan. Een drummer wordt gevonden; Paul van Rijswijk. Hiermee is de eerste bezetting van de band compleet.

## Beginperiode
Een democassette wordt naar verschillende platenmaatschappijen gestuurd. Sony, Polydor en BMG tonen interesse, maar Virgin is het meest enthousiast en tekent de band in 1997. De groep speelt rond dezelfde tijd op het London Calling festival in Paradiso in Amsterdam, tussen andere (toen beginnende) bands als Stereophonics en Catatonia. De pers is laaiend enthousiast en bombardeert het tot de beste band van die avond. Detail: Supersub stond eigenlijk niet geprogrammeerd, maar door het afzeggen van een andere act kon de band op het laatste moment invallen; de band had haar naam als Super-invaller dus helemaal waargemaakt!

## Window Shopping
In alle haast wordt de debuutplaat Window Shopping in Brussel opgenomen; de Britpophype is met het verschijnen van het nieuwe Oasis album op het hoogtepunt beland en de plaat moet dan ook zo snel mogelijk uitkomen. Dat laatste gebeurt op 11 augustus 1997. Out On The Scene is enkele maanden eerder als single uitgebracht.
De 11 liedjes op Window Shopping gaan onder andere over Noord-Ierland (Springfield Road) en hebben een erg Britse sound, iets wat Supersub altijd zal blijven achtervolgen. De pers reageert verdeeld: prachtige songs zonder eigen gezicht. De verkoopcijfers van de plaat zijn tegenvallend.
De band speelt in het hele land, onder andere op Lowlands 1997 (waar ze samen met Wally Tax een aantal nummers spelen), Noorderslag 1998 (waar de single Push wordt gepresenteerd), Pinkpop 1998, op menig bevrijdingsfestival en de Megafestatie. Ook verzorgt Supersub het voorprogramma van Paul Weller, Ocean Colour Scene, Dodgy en Stereophonics en worden concerten gegeven in België en Duitsland.
Als afsluiter van het jaar speelt de band op de VPRO's Song van het Jaar 1997, en covert hierbij nummers van Blur, Mansun en Supergrass.

## Uitstapjes
In 1998 worden twee uitstapjes gemaakt. Supersub doet mee aan de Marlboro Flashbacks en speelt covers van Paul Weller en zijn eerdere bands The Jam en The Style Council. Een aantal van deze nummers wordt uitgezonden op Veronica televisie.
Felix en J.B. worden in juni 1998 uitgenodigd om deel te nemen aan de VPRO Moondive-sessies. In het Limburgse Swalmen krijgen zij samen met andere muzikanten de opdracht om een concert voor te bereiden. Hier werden een paar songs geboren die een half jaar later op Fly Pilot Fly zullen verschijnen.
Ook vertolken Felix en J.B. afzonderlijk van elkaar een aantal nummers van hun muzikale helden voor een Radio 1 programma. Felix speelt Van Morrison en J.B. The Small Faces.

## Fly Pilot Fly
In februari 1999 wordt het 13 nummers bevattende Fly Pilot Fly uitgebracht. De plaat is in 1998 in Amsterdam opgenomen en net als Window Shopping geproduceerd door J.B. Gastmuzikanten zijn onder andere Bob Fosko en Pim Kops van De Dijk. De hoes van de plaat is een parodie op de Airfix bouwpakketjes van vliegtuigen. Er zit net als bij echte bouwdozen zelfs een stickervel en een bouwinstructie bij.
Er worden twee singles van de plaat gemaakt, namelijk Where's The Love Gone? en Pads. In 1999 wordt er echter niet meer zoveel opgetreden als in de twee jaren ervoor.

## Wisseling van de wacht
In december 1999 speelt J.B. voor het laatst met Supersub. In het begin 2000 komt het tussen de band en de leadgitarist tot een breuk. J.B. geeft te kennen de muziek van Supersub erg te waarderen, maar hij heeft geen zin meer in het spelen voor zo'n klein publiek. Ook de belofte dat Virgin de plaat in Engeland uit zou brengen, maar dit toch niet doet is een belangrijke reden geweest om de groep te verlaten.
Men gaat op zoek naar een vervanger. De naam Klaas ten Holt van de band Emma Peel kwam even ter sprake, maar aan deze samenwerking komt vroegtijdig ten einde. De Rotterdamse Paul Keyzer is als toetsenist in 2000 aan de band toegevoegd. In dat jaar speelt de band ook op het Oerol Festival op Terschelling.
Gelukkig vindt Supersub eind 2000 in de persoon van Paul Willemsen een nieuwe gitarist. Na een half jaar oefenen is in het voorjaar van 2001 weer begonnen met optreden.
Ook drummer Paul van Rijswijk stopt in 2001 met het spelen in Supersub. Halverwege het jaar komt Rob Klerkx om de hoek kijken en neemt de drumstokjes over.

## Mighty Baby
Het contact met platenmaatschappij Virgin is in 2001 verslechterd. Fly Pilot Fly zou in Engeland worden uitgebracht, maar dat ging niet door. Het opnemen van een nieuwe plaat was volgens Virgin bespreekbaar, maar alleen in de originele bezetting.
Ook Excelsior Recordings is in de race om Supersub te tekenen. Label en band kennen elkaar via Exclesior-band Daryll-Ann, bij wie zij in dezelfde ruimte oefenen. Beide partijen tekenen en in het voorjaar van 2002 verschijnt de single Easy to run op het label. Het is de eerste single van Supersub die in de hitlijsten verschijnt. De single is meerdere malen per dag op 3FM te horen. Ook speelt Supersub op verschillende zomerfestivals en doet onder andere een sessie voor het BNN radioprogramma That's Live.
In augustus 2002 wordt eindelijk het langverwachte derde album Mighty baby uitgebracht. Ook op dit album staan Ierse invloeden van Felix, zoals te horen in de teksten van het nummer Fine. Het 10-tracks tellende album is geproduceerd door Frans Hagenaars, de huisproducer van Excelsior. Dat is op de plaat goed te horen.
Tijdens een albumpresentatie in Paradiso worden alle nummers van het album afgewerkt. De band begint aan een clubtour die tot begin 2003 duren zal. In het najaar wordt de tweede single I Wish (I Could tell You) uitgebracht, helaas zonder resultaat.
Met de kerst van 2002 wordt een video van het nummer Divine Right naar de TV zenders gestuurd. Een echte singlerelease blijft uit; waarschijnlijk is de platenmaatschappij wat huiverig vanwege het resultaat van de vorige single.
Wel speelt de band, net als in 1997, op de VPRO's 3VOOR12 Song van het jaar. Supersub covert hier A Little Less Conversation van Elvis Presley / Junkie XL en Dance To The Underground van Radio 4.

## Het laatste jaar
Ook in 2003 wordt opgetreden. Tijdens deze concerten speelt de band vaak nieuwe nummers. In juni 2003 speelt Supersub in het Vondelpark in Amsterdam een (semi) akoestisch optreden. Hierna blijft het angstvallig stil rond de groep.
Tegen het einde van 2003 wordt de band uitgenodigd bij Excelsior, om de toekomst van de band op het label te bespreken. De cd Mighty baby moet herdrukt worden, omdat deze is uitverkocht, en Excelsior wil graag een nieuwe plaat van de groep uitbrengen. Tijdens het gesprek blijkt echter dat het vuur tussen de bandleden gedoofd is en de bandleden besluiten dat de stekker uit de band wordt getrokken. Zowel de herdruk van Mighty baby als de opnames voor een nieuw album gaan niet door.
In februari 2004 wordt een afscheidsconcert gegeven in de grote zaal van Paradiso in Amsterdam; waar het zeven jaar eerder allemaal begon.

## Na Supersub
- Felix Maginn levert in 2003 nog de vocalen voor een (extra track) van een Duitse commercial voor mobiele telefoons. Het gaat om een cover van het Beatles nummer Hello, Goodbye. In december 2004 wordt bekend dat Felix samen met onder andere Robin Berlijn (ex-Fatal Flowers, René van Barneveld (ex-Urban Dance Squad) een "supergroep" heeft gevormd, maar deze band houd niet lang stand. Begin 2006 zingt Felix bij de albumpresentatie van het postume The Amsterdam Tapes van Sound-voorman Adrian Borland. Sinds 2006 is hij frontman van het zeer succesvolle Moke, samen met drummer Rob Klerkx, Tröckener Kecks gitarist Phill Tili, Flemming toetsenist Eddy Steeneken en bassist Marcin Felis.

- Marc Driessen heeft onder de naam Voltage een eigen EP uitgebracht. Ook heeft hij samen met Paul Willemsen de platen van de Brit Jack Stafford geproduceerd.

- J.B. Meyers heeft platen van Ellen ten Damme, Tröckener Kecks en Acda en De Munnik geproduceerd en speelt nu als extra gitarist in De Dijk.

- Paul van Rijswijk drumt in The Bartales.

- Paul Keyzer speelt momenteel niet in een band.

- Paul Willemsen speelt in de Nederpunk formatie Amigos Electricos en in de funkband Lefties Soul Connection. Ook heeft hij samen met Marc Driessen de platen van de Brit Jack Stafford geproduceerd. Ook speelt hij in Beans and Fatback. Tevens produceerde hij het eerste album van zangeres Kris Berry.

- Rob Klerkx speelt samen met Felix Maginn in Moke en heeft als singer-songwriter een soloplaat uitgebracht. Daarnaast drumt hij voor Jelle Paulusma van Daryll-Ann.

## Discografie

### Albums
| Album met eventuele hitnotering(en) in de Nederlandse Album Top 100 | Datum van verschijnen | Datum van binnenkomst | Hoogste positie | Aantal weken | Opmerkingen |
| ------------------------------------------------------------------- | --------------------- | --------------------- | --------------- | ------------ | ----------- |
| Window shopping                                                     | 11-11-1997            | -                     |                 |              |             |
| Fly pilot fly                                                       | 22-02-1999            | -                     |                 |              |             |
| Mighty baby                                                         | 19-08-2002            | -                     |                 |              |             |

### Singles
| Single met eventuele hitnotering(en) in de Nederlandse Top 40 | Datum van verschijnen | Datum van binnenkomst | Hoogste positie | Aantal weken | Opmerkingen              |
| ------------------------------------------------------------- | --------------------- | --------------------- | --------------- | ------------ | ------------------------ |
| A day in your lifetime                                        | 1996                  | -                     |                 |              |                          |
| Out on the scene                                              | 19-05-1997            | -                     |                 |              |                          |
| Push                                                          | 12-01-1998            | -                     |                 |              |                          |
| Where's the love gone?                                        | 19-04-1999            | -                     |                 |              |                          |
| Pads                                                          | 18-10-1999            | -                     |                 |              |                          |
| Easy to run                                                   | 29-05-2002            | -                     |                 |              | #89 in de Single Top 100 |
| I wish (I could tell you)                                     | 21-10-2002            | -                     |                 |              |                          |